# Strobilanthes sessilis
Strobilanthes sessilis är en akantusväxtart som beskrevs av Christian Gottfried Daniel Nees von Esenbeck. Strobilanthes sessilis ingår i släktet Strobilanthes och familjen akantusväxter.

## Underarter
Arten delas in i följande underarter:
- S. s. ritchei
- S. s. sessiloides